# Route nationale 716
Die Route nationale 716, kurz N 716 oder RN 716, war eine französische Nationalstraße, die von 1933 bis 1973 zwischen Boussac-Bourg und Montluçon verlief. Ihre Länge betrug 32 Kilometer.